# Tejat
Tejat (Mu dels Bessons / μ Geminorum) és el quart estel més brillant de la constel·lació dels Bessons, malgrat ostentar la denominació de Bayer «Mu», dotzena lletra de l'alfabet grec.

## Nom
La paraula Tejat prové d'Al Taḥāiī, terme anatòmic d'Aràbia. Aquest estel també va ser conegut com Nuhātai, nom de la mansió lunar àrab de la qual formava part al costat d'Alhena (γ Geminorum) i Propus. Altres denominacions que ha rebut són Calx —«taló» en llatí— o Pish Pai, aquest últim nom d'origen persa.
μ Geminorum assenyalava la novena constel·lació eclíptica de Babilònia, Arkū-sha-pu-o-mash-mashu, «la part de darrere de la boca dels bessons». A la Xina, al costat d'altres estels, formava part de la constel·lació xinesa de Tsing.

## Característiques
Tejat és un gegant vermell de tipus espectral M3III amb una temperatura efectiva de 3.650 K. Amb un radi 104 vegades més gran que el radi solar, equivalent a 0,48 ua, si estiguera en el lloc del Sol la seva superfície s'estendria fins a gairebé la meitat de l'òrbita terrestre. Llueix amb una lluminositat, una vegada considerada la radiació infraroja emesa, igual a la de 1.540 sols. Respecte al Sol, es mou amb una velocitat relativa cinc vegades major que l'habitual.
Té una massa aproximada de 3 masses solars i va iniciar la seva vida com un estel de la seqüència principal de tipus B mitjà. Actualment ha acabat la fusió nuclear tant de l'hidrogen com de l'heli i està evolucionant cap a una fase de més lluminositat per convertir-se en una variable Mira. Finalment s'anirà extingint i conclourà la seva vida com un nan blanc massiu.
Tejat és una estrella variable de període llarg classificada com a variable irregular lenta de tipus LB la lluentor de la qual varia entre magnitud aparent +2,75 a +3,02. Sembla existir un període principal de 27 dies al costat d'un segon període, de molta major durada, d'aproximadament 2.000 dies.